# Nissan Ireland
Nissan Ireland ist ein aktuelles irisches Unternehmen. Mit einem Montagewerk für Kraftfahrzeuge war es Teil der Automobilindustrie in Irland.

## Unternehmensgeschichte
Das Unternehmen wurde am 2. Februar 1977 in Dublin gegründet. Vorausgegangen war eine Verbindung zwischen TMG und Al Babtain Trading and Construction, einer von neun Gesellschaften der Al Babtain Group aus Kuwait. TMG stand für die irische Tom McLoughlin Group. Das Unternehmen setzte die Montage von Automobilen fort, die bisher durch die Brittain Group erfolgte. Die Teile kamen von Nissan. Die Fahrzeuge wurden als Datsun vermarktet. 1984 endete die eigene Produktion. Als Import- und Verkaufsgesellschaft für Nissan ist das Unternehmen weiterhin aktiv.

## Fahrzeuge
Das einzige gesichert überlieferte Modell war der Datsun Sunny.

## Produktionszahlen
Nachstehend die Datsun-Zulassungszahlen in Irland aus den Jahren, in denen Nissan Ireland sie montierte. Die Zahl für das erste Jahr beinhaltet auch die Produktion durch die Vorgängergesellschaft, da eine Splittung innerhalb eines Jahres nicht möglich ist.
| Jahr  | Zulassungszahlen |
| ----- | ---------------- |
| 1977  | 3.405            |
| 1978  | 8.321            |
| 1979  | 8.938            |
| 1980  | 9.057            |
| 1981  | 11.636           |
| 1982  | 7.488            |
| 1983  | 6.718            |
| 1984  | 5.182            |
| Summe | 60.745           |